# Федеральний університет Гоясу
Федеральний університет штату Гояс (порт. Universidade Federal de Goiás, UFG) - бразильський державний вищий навчальний заклад, розташований у штаті Гояс; є одним із основних навчальних закладів у центрально-західному регіоні. Університет було засновано 14 грудня 1960 року в місті Гоянія за указом президента Жуселіну Кубічека; за даними на 2015 рік, у університеті було понад 150 курсів бакалаврату, близько 60 курсів магістратури та понад 30 напрямків аспірантури; до складу університету входили 10 бібліотек, а також музеї, лабораторії та власне видавництво.